# Alexandr Safoshkin
Alexandr Alexéyevich Safoshkin (en ruso: Александр Алексеевич Сафошкин; Rostov del Don, 13 de marzo de 1976) es un deportista ruso que compitió en gimnasia artística, especialista en las anillas.
Ganó dos medallas de plata en el Campeonato Mundial de Gimnasia Artística, en los años 2005 y 2006, y cuatro medallas en el Campeonato Europeo de Gimnasia Artística entre los años 2004 y 2006.
Participó en los Juegos Olímpicos de Atenas 2004, ocupando el sexto lugar en el concurso por equipos y el séptimo en las anillas.

## Palmarés internacional
| Campeonato Mundial | Campeonato Mundial    | Campeonato Mundial | Campeonato Mundial   |
| Año                | Lugar                 | Medalla            | Prueba               |
| ------------------ | --------------------- | ------------------ | -------------------- |
| 2005               | Melbourne (Australia) | Medalla de plata   | Anillas              |
| 2006               | Aarhus (Dinamarca)    | Medalla de plata   | Concurso por equipos |
| Campeonato Europeo |                       |                    |                      |
| Año                | Lugar                 | Medalla            | Prueba               |
| 2004               | Liubliana (Eslovenia) | Medalla de oro     | Anillas              |
| 2005               | Debrecen (Hungría)    | Medalla de bronce  | Anillas              |
| 2006               | Volos (Grecia)        | Medalla de oro     | Anillas              |
| 2006               | Volos (Grecia)        | Medalla de oro     | Concurso por equipos |